# La crepa
La crepa (Las grietas de Jara, 2009) è un romanzo della scrittrice argentina Claudia Piñeiro.

## Trama
L'architetto quarantacinquenne Pablo Simó vive una vita ordinaria, ha una moglie e una figlia adolescente, fantasie sessuali verso una sua collega, un atteggiamento remissivo col proprio capo e nasconde un grande segreto.
La comparsa di una giovane che cerca notizie sull'anziano Nelson Jara sconvolge la sua vita.